# Museu Automotivo Petersen
O Museu Automotivo Petersen (em inglês: Petersen Automotive Museum) está localizado em Los Angeles na Califórnia, Estados Unidos, e é considerado um dos maiores museus de automóveis gerido por uma organização sem fins lucrativos especializada na história do automóvel.

## Edifício
O prédio do museu foi completamente reformado e reabriu ao público em dezembro de 2015, depois de 13 meses fechado. A reforma custou um total de 90 milhões de dólares. Os visitantes entram pelo terceiro e último andar do museu, e percorrem 25 galerias tematizadas. Existem 10 simuladores de corrida abertos ao público. 
Na reforma foram utilizados 35 toneladas de aço inoxidável 308, além de 140 mil parafusos do mesmo material. Ao todo são 308 fitas de aço contornando o prédio 

## Coleção
O Museu Automotivo Petersen conta com um vasto acervo de carros, motos e caminhões em seu interior. Ele reúne modelos lançados desde 1886 até os dias atuais. Ente os itens expostos, está o modelo 1886 Benz, o primeiro carro motorizado a funcionar sem tração animal
Em maio de 2017, o museu recebeu a Seeing Red: 70 years of Ferrari, uma exposição comemorativa sobre a história das sete décadas completas da Ferrari. Com patrocínio da Rolex, a exposição contou com 15 modelos históricos da marca automobilística italiana, todas na tradicional coloração Rosso Corsa, conhecida como Vermelho Ferrari.